# Ace Records
Ace Records was een platenlabel dat in augustus 1955 in Jackson in de Amerikaanse staat Mississippi werd opgericht door Johnny Vincent, met dochteronderneming "Teem Records" als budgetlabel. De focus van Ace lag op de rhythm-and-blues uit New Orleans.

## Geschiedenis
Johnny Vincent stamde uit een Italiaanse emigrantenfamilie en heette John Vincent Imbragulio, maar liet dit laatste deel van zijn naam vallen. Begin jaren 1950 startte hij het platenlabel "Champion Records" , dat in 1953 overgenomen werd door Art Rupe van Specialty Records, die hem aanstelde als talentscout voor zijn label. Zijn grootste succes voor Specialty werd "The Things that I Used to Do" met Guitar Slim. In 1955 nam Vincent een aantal door hem gescoute artiesten mee naar zijn nieuwe label. De eerste succesvolle opname voor Ace was "Those Lonely, Lonely, Lonely Nichts" door Earl King, geschreven door King en Vincent met Fats Domino op piano. Andere artiesten uit die begintijd waren Al Collins, Eddie Bo en Bobby Fields Marchan, daarnaast bracht Ace een aantal bluesopnames uit.
De eerste nationale hit voor Ace was "Rockin' Pneumonia and the Boogie Woogie Flu" van Huey "Piano" Smith, een nummer geïnspireerd op Chuck Berry's Roll Over Beethoven. Andere successen had Ace met  "Just a Dream" door Jimmy Clanton (1958), "Sea Cruise" door Frankie Ford (1958), "Go, Jimmy, Go" (1959) en "Venus in Blue Jeans" (1962) beide ook door Jimmy Clanton.
Ace had ook het label Vin. De platen werden onafhankelijk gedistribueerd tot 1962, toen een distributieovereenkomst werd opgezet met Vee-Jay Records. Ace Records stopte toen Vee-Jay geen geld meer had en failliet ging. Het label werd opnieuw gelanceerd in 1971 en in 1997 verkocht aan de Demon Music Group in Groot-Brittannië.
In 1978 werd Ace Records Ltd. als Brits platenlabel opgericht, dat eerst alleen de naam gebruikte, maar later ook de Ace-opnames in het Verenigd Koninkrijk uitbracht.
Ace nam artiesten op als Earl King, Frankie Ford, Jimmy Clanton, Huey "Piano" Smith, Joe Tex, Scotty McKay en Bobby Marchan.